# Никола Димов
Никола Димов Димов е български офицер (полковник), участник в Сръбско-турската (1876), Руско-турската (1877 – 1878), Сръбско-българската, Балканската (1912 – 1913), Междусъюзническата (1913) и в Първата световна война (1915 – 1918).

## Биография
Никола Димов е роден на 25 юли 1861 година (стар стил) в село Аджар. През 1876 година взема участие в Сръбско-турската война, а година по-късно участва и в Руско-турската война (1877 – 1878) в редовете на българското опълчение, в редовете на 3-та рота на 1-ва опълченска дружина. Участва в боевете при Стара Загора и Шипка.
След Освобождението постъпва във Военното училище и завършва в пети випуск през 1884 година, и на 30 август е произведен в чин подпоручик.
По време на Сръбско-българска война (1885) подпоручик Димов е ротен командир във 2-ри пехотен струмски полк. С полка си участва в овладяването на Драгоманския проход (10 ноември) и в Пиротското сражение (14 – 15 ноември). След войната служи в артилерията, командва отделения в 5-и и 8-и артилерийски полк. На 54 януари 1910 г. е уволнен от служба.
По време на Балканската война (1912 – 1913) е комендант на Цариброд, а през Първата световна война (1915 – 1918) е индентант на Видинския укрепен пункт. След войната преминава в запаса.
Полковник Никола Димов умира на 3 септември 1933 година в София.

## Награди
- Княжески орден „Св. Александър“ 4-та степен
- Орден „За бойна заслуга“ с червена лента
- Сръбски сребърен медал „За храброст“

## Военни звания
- Подпоручик (30 август 1884)
- Поручик (30 август 1886)
- Капитан (1889)
- Майор (1895)
- Подполковник (1903)
- Полковник (30 юли 1913)